# Margaretha Sigfridsson
Lilli Margaretha Sigfridsson (Sveg, 28 de enero de 1976) es una deportista sueca que compitió en curling.
Participó en los Juegos Olímpicos de Sochi 2014, obteniendo una medalla de plata en la prueba femenina.
Ganó cuatro medallas en el Campeonato Mundial de Curling entre los años 2002 y 2013, y cuatro medallas en el Campeonato Europeo de Curling entre los años 2010 y 2013.

## Palmarés internacional
| Juegos Olímpicos   | Juegos Olímpicos          | Juegos Olímpicos  | Juegos Olímpicos |
| Año                | Lugar                     | Medalla           | Prueba           |
| ------------------ | ------------------------- | ----------------- | ---------------- |
| 2014               | Sochi (Rusia)             | Medalla de plata  | Equipo           |
| Campeonato Mundial |                           |                   |                  |
| Año                | Lugar                     | Medalla           | Prueba           |
| 2002               | Bismarck (Estados Unidos) | Medalla de plata  | Equipo           |
| 2009               | Gangneung (Corea del Sur) | Medalla de plata  | Equipo           |
| 2012               | Lethbridge (Canadá)       | Medalla de plata  | Equipo           |
| 2013               | Riga (Letonia)            | Medalla de plata  | Equipo           |
| Campeonato Europeo |                           |                   |                  |
| Año                | Lugar                     | Medalla           | Prueba           |
| 2010               | Champéry (Suiza)          | Medalla de oro    | Equipo           |
| 2011               | Moscú (Rusia)             | Medalla de plata  | Equipo           |
| 2012               | Karlstad (Suecia)         | Medalla de bronce | Equipo           |
| 2013               | Stavanger (Noruega)       | Medalla de oro    | Equipo           |